# Une enfant du siècle
Albums de Alizée
Tout Alizée 5
Singles
1. Les Collines (Never Leave You)
Sortie : 1er mars 2010

Une Enfant du siècle est le quatrième album studio de la chanteuse française Alizée. Le premier sorti sous le label Jive Records/Epic et son premier album en trois langues (français-anglais-espagnol). L'album complet fuite sur Internet le 19 mars 2010. L'album est sorti en France le 29 mars 2010. L'album a reçu un accueil favorable, les critiques saluant le changement radical ainsi que les nouvelles collaborations, tout en regrettant le manque apparent d'enthousiasme dans son chant,. Les répondants ont loué l'album pour son caractère mature, abstrait et sobre ; ainsi que pour la nouvelle direction musicale d'Alizée, l'appelant son « dossier le plus risqué »,,. Le même jour, Alizée a signé des autographes au Virgin Megastore à Paris. L'album est inspiré par et dépeint la vie d'Edie Sedgwick.

## Fond
Le thème de l'album est la vie du mannequin américain Edie Sedgwick de sa naissance à sa mort. Avec pour toile de fond le style Andy Warhol. Son nom n'est pas mentionné dans les paroles, mais plusieurs passage lui font référence.
Le style musical est une pop électronique dure, décisive avec des nuances claires et sombres de pertes de couleurs d'ensemble, agrémentée de paroles profondes et abstraites qui font référence à la vie du modèle et à son influence dans la culture contemporaine depuis son émergence dans les médias, l'art et la politique. Dans les paroles, Edie est clairement mentionnée et est désignée comme Factory Girl, référence directe à la Factory (l'usine des rêves).

### Développement
Au début de 2009, Alizée a dû annuler un concert au Grand Rex en France. Peu de temps après, elle a annoncé que son futur album était en préparation. Il sort en France le 29 mars de 2010.
L'album a été enregistré à Paris et à Londres.
L'édition Collector de l'album a été mise à disposition en pré-commande le 4 février 2010. Elle a été vendue uniquement sur son site officiel.

### Singles
- Limelight a été utilisé comme teaser de l'album. La chanson est en anglais et a un style électro-pop. Elle a été composée par Angy Laperdrix, Guillaume de Maria, Julien Galinier et Raphaël Vialla. Le single est en vente uniquement en Pologne[6].

- Les Collines (Never Leave You) sort en 2010. Il s'agit du premier single de l'album. Le single est électro-pop. Il a été composé par Angy Laperdrix, Guillaume de Maria, Julien Galinier et Raphaël Vialla. Le single a été salué par la critique : "La chanson et l'album qui a donné une nouvelle vie à la carrière d'Alizée, un bon buzz dans le changement radical de style". Les paroles sont un mélange simple de français et d'anglais.

## Accueil
L'album a été accueilli positivement par des critiques. La plupart le trouvent excellent dans tous ses aspects : la musique, la production, les paroles. Il se démarque des précédents par un caractère pop sobre, profond, artistique et traditionnel. Même si l'album a été un échec commercial du fait de sa musique jugée élitiste par certains, il reste, de l'avis des critiques, un succès dans la carrière d'Alizée.

## Liste des chansons
| No  | Titre                          | Auteur | Durée |
| --- | ------------------------------ | --- | ----- |
| 1.  | Eden, Eden                     | Jean-René Etienne/Rob                                                                                      | 4:22  |
| 2.  | Grand Central                  | Jérôme Échenoz - Jean-René Etienne - Rebecca Zlotowski/Tahiti Boy and the Palmtree Family - Jérôme Échenoz | 3:24  |
| 3.  | Limelight                      | Chateau Marmont                                                                                            | 5:15  |
| 4.  | La Candida                     | Adan Jodorowsky/Rob                                                                                        | 2:15  |
| 5.  | Les Collines (Never Leave You) | Jean-René Etienne/Chateau Marmont                                                                          | 3:44  |
| 6.  | 14 décembre                    | Jean-René Etienne - Chateau Marmont/Chateau Marmont                                                        | 3:17  |
| 7.  | À cœur fendre                  | Jean-René Etienne/Chateau Marmont                                                                          | 3:07  |
| 8.  | Factory Girl                   | Jérôme Echenoz - Jean-René Etienne - David Rubato/ David Rubato                                            | 4:11  |
| 9.  | Une fille difficile            | Jean-René Etienne/Jean-Baptiste de Laubier - Chateau Marmont                                               | 3:41  |
| 10. | Mes fantômes                   | Jean-René Etienne/Rob                                                                                      | 3:16  |

## Classements

### Hebdomadaires
| Classements (2010)               | Position |
| -------------------------------- | -------- |
| Belgique Albums Chart (Wallonie) | 60       |
| France Albums Chart              | 24       |
| Mexique Albums Chart             | 22       |
| Russie Albums Chart              | 17       |

| Region | Certification |
| ------ | ------------- |
| Israël | Or            |